# Saint-Sernin-du-Bois
Saint-Sernin-du-Bois es una comuna francesa situada en el departamento de Saona y Loira, en la región de Borgoña-Franco Condado.

## Demografía
| 1223 | 1114 | 1232 | 1646 | 1855 | 1720 | 1718 |
| Para los censos de 1962 a 1999 la población legal corresponde a la población sin duplicidades (Fuente: INSEE [Consultar]) |      |      |      |      |      |      |